# Wereldkampioenschappen atletiek 2022

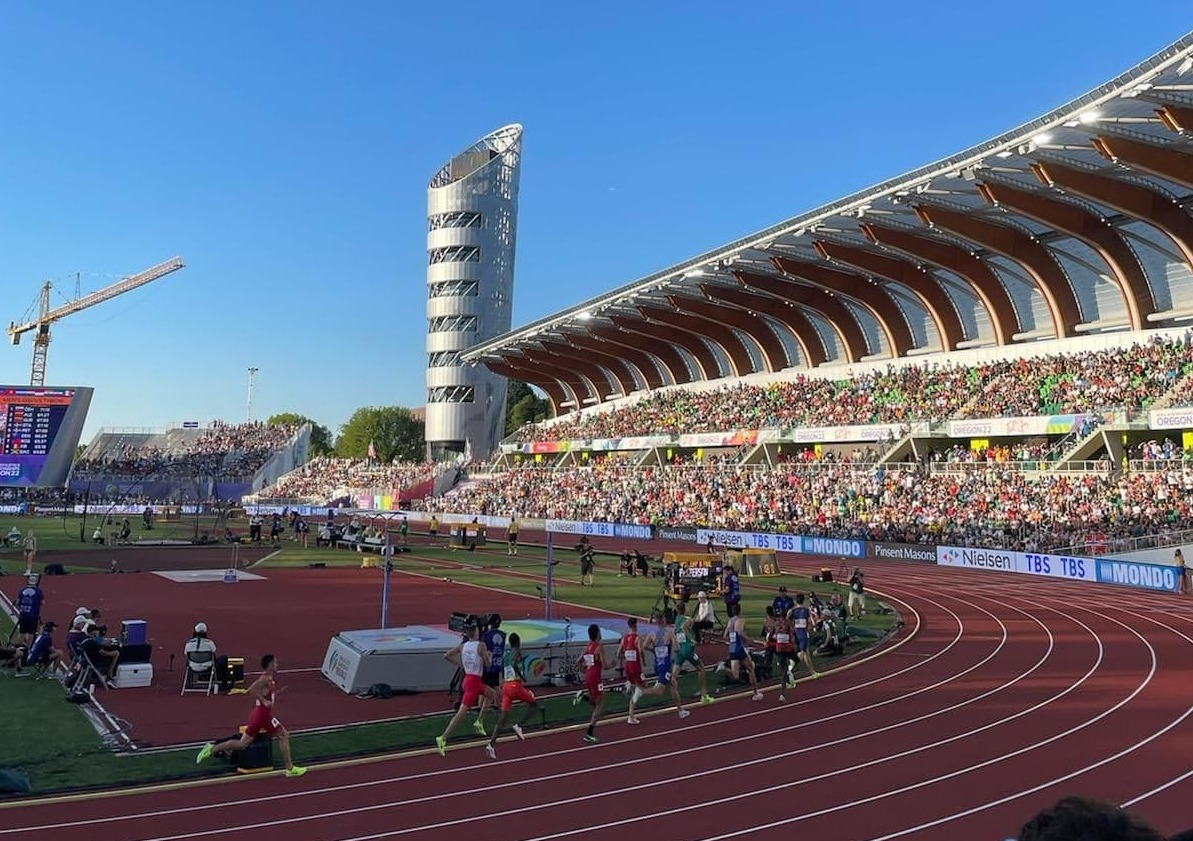
Finale 1500 meter mannen in het Hayward Field Stadium.

De wereldkampioenschappen atletiek van 2022 werden van 15 juli tot en met 24 juli 2022 gehouden in Eugene, Verenigde Staten. De wedstrijden vonden plaats in Hayward Field, het stadion van de Universiteit van Oregon. World Athletics maakte op 16 april 2015 bekend, dat het toernooi aan Eugene was toegewezen. Het was de eerste keer dat dit toernooi plaatsvond in de Verenigde Staten.

## Programma
| Q | Kwalificatie | S | Series | ½ | Halve finales | F | Finale |

| Datum →              | Vr 15 | Vr 15 | Za 16 | Za 16 | Za 16 | Zo 17 | Zo 17 | Zo 17 | Ma 18 | Ma 18 | Di 19 | Wo 20 | Do 21 | Vr 22 | Vr 22 | Za 23 | Za 23 | Zo 24 | Zo 24 |
| -------------------- | ----- | ----- | ----- | ----- | ----- | ----- | ----- | ----- | ----- | ----- | ----- | ----- | ----- | ----- | ----- | ----- | ----- | ----- | ----- |
| Onderdeel ↓          | O     | M     | O     | M     | M     | O     | M     | M     | O     | M     | M     | M     | M     | O     | M     | O     | M     | O     | M     |
| 100 m                | S     | S     |       | ½     | F     |       |       |       |       |       |       |       |       |       |       |       |       |       |       |
| 200 m                |       |       |       |       |       |       |       |       |       | S     | ½     |       | F     |       |       |       |       |       |       |
| 400 m                |       |       |       |       |       | S     |       |       |       |       |       | ½     |       |       | F     |       |       |       |       |
| 800 m                |       |       |       |       |       |       |       |       |       |       |       | S     | ½     |       |       |       | F     |       |       |
| 1500 m               |       |       |       | S     | S     |       | ½     | ½     |       |       | F     |       |       |       |       |       |       |       |       |
| 5000 m               |       |       |       |       |       |       |       |       |       |       |       |       | S     |       |       |       |       |       | F     |
| 10.000 m             |       |       |       |       |       | F     |       |       |       |       |       |       |       |       |       |       |       |       |       |
| Marathon             |       |       |       |       |       | F     |       |       |       |       |       |       |       |       |       |       |       |       |       |
| 110 m horden         |       |       | S     |       |       |       | ½     | F     |       |       |       |       |       |       |       |       |       |       |       |
| 400 m horden         |       |       | S     |       |       |       | ½     | ½     |       |       | F     |       |       |       |       |       |       |       |       |
| 3000 m hindernisloop |       | S     |       |       |       |       |       |       |       | F     |       |       |       |       |       |       |       |       |       |
| 4 × 100 m            |       |       |       |       |       |       |       |       |       |       |       |       |       |       | S     |       | F     |       |       |
| 4 × 400 m            |       |       |       |       |       |       |       |       |       |       |       |       |       |       |       |       | S     |       | F     |
| 4 × 400 m gemengd    | S     | F     |       |       |       |       |       |       |       |       |       |       |       |       |       |       |       |       |       |
| 20 km snelwandelen   |       | F     |       |       |       |       |       |       |       |       |       |       |       |       |       |       |       |       |       |
| 35 km snelwandelen   |       |       |       |       |       |       |       |       |       |       |       |       |       |       |       |       |       | F     |       |
| Verspringen          |       | Q     |       | F     | F     |       |       |       |       |       |       |       |       |       |       |       |       |       |       |
| Hink-stap-springen   |       |       |       |       |       |       |       |       |       |       |       |       | Q     |       |       |       | F     |       |       |
| Hoogspringen         | Q     |       |       |       |       |       |       |       |       | F     |       |       |       |       |       |       |       |       |       |
| Polstokhoogspringen  |       |       |       |       |       |       |       |       |       |       |       |       |       |       | Q     |       |       |       | F     |
| Kogelstoten          |       | Q     |       |       |       |       | F     | F     |       |       |       |       |       |       |       |       |       |       |       |
| Discuswerpen         |       |       |       |       |       |       | Q     | Q     |       |       | F     |       |       |       |       |       |       |       |       |
| Kogelslingeren       | Q     |       | F     |       |       |       |       |       |       |       |       |       |       |       |       |       |       |       |       |
| Speerwerpen          |       |       |       |       |       |       |       |       |       |       |       |       | Q     |       |       |       | F     |       |       |
| Tienkamp             |       |       |       |       |       |       |       |       |       |       |       |       |       |       |       | F     | F     | F     | F     |

| Datum →              | Vr 15 | Vr 15 | Za 16 | Za 16 | Zo 17 | Zo 17 | Zo 17 | Ma 18 | Ma 18 | Di 19 | wo 20 | Do 21 | Vr 22 | Vr 22 | Za 23 | Za 23 | Zo 24 | Zo 24 | Zo 24 |
| -------------------- | ----- | ----- | ----- | ----- | ----- | ----- | ----- | ----- | ----- | ----- | ----- | ----- | ----- | ----- | ----- | ----- | ----- | ----- | ----- |
| Onderdeel ↓          | O     | M     | O     | M     | O     | M     | M     | O     | M     | M     | M     | M     | O     | M     | O     | M     | O     | M     | M     |
| 100 m                |       |       |       | S     |       | ½     | F     |       |       |       |       |       |       |       |       |       |       |       |       |
| 200 m                |       |       |       |       |       |       |       |       | S     | ½     |       | F     |       |       |       |       |       |       |       |
| 400 m                |       |       |       |       | S     |       |       |       |       |       | ½     |       |       | F     |       |       |       |       |       |
| 800 m                |       |       |       |       |       |       |       |       |       |       |       | S     |       | ½     |       |       |       | F     | F     |
| 1500 m               |       | S     |       | ½     |       |       |       |       | F     |       |       |       |       |       |       |       |       |       |       |
| 5000 m               |       |       |       |       |       |       |       |       |       |       | S     |       |       |       |       | F     |       |       |       |
| 10.000 m             |       |       | F     |       |       |       |       |       |       |       |       |       |       |       |       |       |       |       |       |
| Marathon             |       |       |       |       |       |       |       | F     |       |       |       |       |       |       |       |       |       |       |       |
| 100 m horden         |       |       |       |       |       |       |       |       |       |       |       |       |       |       | S     |       |       | ½     | F     |
| 400 m horden         |       |       |       |       |       |       |       |       |       | S     | ½     |       |       | F     |       |       |       |       |       |
| 3000 m hindernisloop |       |       | S     |       |       |       |       |       |       |       | F     |       |       |       |       |       |       |       |       |
| 4 × 100 m            |       |       |       |       |       |       |       |       |       |       |       |       |       | S     |       | F     |       |       |       |
| 4 × 400 m            |       |       |       |       |       |       |       |       |       |       |       |       |       |       |       | S     |       | F     | F     |
| 4 × 400 m gemengd    | S     | F     |       |       |       |       |       |       |       |       |       |       |       |       |       |       |       |       |       |
| 20 km snelwandelen   | F     |       |       |       |       |       |       |       |       |       |       |       |       |       |       |       |       |       |       |
| 35 km snelwandelen   |       |       |       |       |       |       |       |       |       |       |       |       | F     |       |       |       |       |       |       |
| Verspringen          |       |       |       |       |       |       |       |       |       |       |       |       |       |       | Q     |       |       | F     | F     |
| Hink-stap-springen   |       |       | Q     |       |       |       |       |       | F     |       |       |       |       |       |       |       |       |       |       |
| Hoogspringen         |       |       | Q     |       |       |       |       |       |       | F     |       |       |       |       |       |       |       |       |       |
| Polstokhoogspringen  |       | Q     |       |       |       | F     | F     |       |       |       |       |       |       |       |       |       |       |       |       |
| Kogelstoten          |       | Q     |       | F     |       |       |       |       |       |       |       |       |       |       |       |       |       |       |       |
| Discuswerpen         |       |       |       |       |       |       |       |       | Q     |       | F     |       |       |       |       |       |       |       |       |
| Kogelslingeren       | Q     |       |       |       | F     |       |       |       |       |       |       |       |       |       |       |       |       |       |       |
| Speerwerpen          |       |       |       |       |       |       |       |       |       |       | Q     |       |       | F     |       |       |       |       |       |
| Zevenkamp            |       |       |       |       | F     | F     | F     | F     | F     |       |       |       |       |       |       |       |       |       |       |

### Tijdschema
| Tijdschema             | Tijdschema           | Tijdschema           | Tijdschema           | Tijdschema           | Tijdschema           |
| Vrijdag 15 juli 2022   | Vrijdag 15 juli 2022 | Vrijdag 15 juli 2022 | Vrijdag 15 juli 2022 | Vrijdag 15 juli 2022 | Vrijdag 15 juli 2022 |
| ---------------------- | -------------------- | -------------------- | -------------------- | -------------------- | -------------------- |
| Tijd (lokaal)          | M/V                  | Onderdelen           | Fase                 |                      |                      |
| 9:05                   | M                    | Kogelslingeren       | Groep A              |                      |                      |
| 10:10                  | M                    | Hoogspringen         | Kwalificatie         |                      |                      |
| 10:30                  | M                    | Kogelslingeren       | Groep B              |                      |                      |
| 11:45                  | Gemengd              | 4x400 m estafette    | Series               |                      |                      |
| 12:05                  | V                    | Kogelslingeren       | Groep A              |                      |                      |
| 12:30                  | M                    | 100 m                | Voorronde            |                      |                      |
| 13:10                  | V                    | 20 km snelwandelen   | Finale               |                      |                      |
| 13:30                  | V                    | Kogelslingeren       | Groep B              |                      |                      |
| 15:10                  | M                    | 20 km snelwandelen   | Finale               |                      |                      |
| 17:05                  | V                    | Kogelstoten          | Kwalificatie         |                      |                      |
| 17:15                  | M                    | 3000 m hindernisloop | Series               |                      |                      |
| 17:20                  | V                    | Polsstokhoogspringen | Kwalificatie         |                      |                      |
| 18:00                  | M                    | Verspringen          | Kwalificatie         |                      |                      |
| 18:10                  | V                    | 1500 m               | Series               |                      |                      |
| 18:50                  | M                    | 100 m                | Series               |                      |                      |
| 18:55                  | M                    | Kogelstoten          | Kwalificatie         |                      |                      |
| 19:50                  | Gemengd              | 4x400 m estafette    | Finale               |                      |                      |
| Zaterdag 16 juli 2022  |                      |                      |                      |                      |                      |
| Tijd (lokaal)          | M/V                  | Onderdelen           | Fase                 |                      |                      |
| 10:35                  | V                    | 3000 m hindernisloop | Series               |                      |                      |
| 10:40                  | V                    | Hink-stap-springen   | Kwalificatie         |                      |                      |
| 11:10                  | V                    | Hoogspringen         | Kwalificatie         |                      |                      |
| 11:25                  | M                    | 110 m horden         | Series               |                      |                      |
| 12:00                  | M                    | Kogelslingeren       | Finale               |                      |                      |
| 12:20                  | V                    | 10.000 m             | Finale               |                      |                      |
| 13:20                  | M                    | 400 m horden         | Series               |                      |                      |
| 17:10                  | V                    | 100 m                | Series               |                      |                      |
| 18:00                  | M                    | 100 m                | Halve finale         |                      |                      |
| 18:20                  | V                    | Kogelstoten          | Finale               |                      |                      |
| 18:25                  | M                    | Verspringen          | Finale               |                      |                      |
| 18:30                  | M                    | 1500 m               | Series               |                      |                      |
| 19:05                  | V                    | 1500 m               | Halve finale         |                      |                      |
| 19:50                  | M                    | 100 m                | Finale               |                      |                      |
| Zondag 17 juli 2022    |                      |                      |                      |                      |                      |
| Tijd (lokaal)          | M/V                  | Onderdelen           | Fase                 |                      |                      |
| 6:15                   | M                    | Marathon             | Finale               |                      |                      |
| 10:35                  | V                    | 100 m horden         | Zevenkamp            |                      |                      |
| 11:05                  | M                    | 400 m                | Series               |                      |                      |
| 11:35                  | V                    | Hoogspringen         | Zevenkamp            |                      |                      |
| 11:35                  | V                    | Kogelslingeren       | Finale               |                      |                      |
| 12:00                  | V                    | 400 m                | Series               |                      |                      |
| 13:00                  | M                    | 10.000 m             | Finale               |                      |                      |
| 13:45                  | V                    | Kogelstoten          | Zevenkamp            |                      |                      |
| 17:05                  | M                    | 110 m horden         | Halve finale         |                      |                      |
| 17:05                  | M                    | Discuswerpen         | Groep A              |                      |                      |
| 17:25                  | V                    | Polsstokhoogspringen | Finale               |                      |                      |
| 17:33                  | V                    | 100 m                | Halve finale         |                      |                      |
| 18:03                  | M                    | 400 m horden         | Halve finale         |                      |                      |
| 18:27                  | M                    | Kogelstoten          | Finale               |                      |                      |
| 18:30                  | M                    | Discuswerpen         | Groep B              |                      |                      |
| 18:38                  | V                    | 200 m                | Zevenkamp            |                      |                      |
| 19:00                  | M                    | 1500 m               | Halve finale         |                      |                      |
| 19:30                  | M                    | 110 m horden         | Finale               |                      |                      |
| 19:50                  | V                    | 100 m                | Finale               |                      |                      |
| Maandag 18 juli 2022   |                      |                      |                      |                      |                      |
| Tijd (lokaal)          | M/V                  | Onderdelen           | Fase                 |                      |                      |
| 6:15                   | V                    | Marathon             | Finale               |                      |                      |
| 9:35                   | V                    | Verspringen          | Zevenkamp            |                      |                      |
| 10:50                  | V                    | Speerwerpen          | Zevenkamp Groep A    |                      |                      |
| 12:05                  | V                    | Speerwerpen          | Zevenkamp Groep B    |                      |                      |
| 17:05                  | M                    | 200 m                | Series               |                      |                      |
| 17:10                  | V                    | Discuswerpen         | Groep A              |                      |                      |
| 17:45                  | M                    | Hoogspringen         | Finale               |                      |                      |
| 18:00                  | V                    | 200 m                | Series               |                      |                      |
| 18:30                  | V                    | Hink-stap-springen   | Finale               |                      |                      |
| 18:35                  | V                    | Discuswerpen         | Groep B              |                      |                      |
| 18:55                  | V                    | 800 m                | Zevenkamp            |                      |                      |
| 19:20                  | M                    | 3000 m hindernisloop | Finale               |                      |                      |
| 19:50                  | V                    | 1500 m               | Finale               |                      |                      |
| Dinsdag 19 juli 2022   |                      |                      |                      |                      |                      |
| Tijd (lokaal)          | M/V                  | Onderdelen           | Fase                 |                      |                      |
| 17:15                  | V                    | 400 m horden         | Series               |                      |                      |
| 17:40                  | V                    | Hoogspringen         | Finale               |                      |                      |
| 18:05                  | V                    | 200 m                | Halve finale         |                      |                      |
| 18:33                  | M                    | Discuswerpen         | Finale               |                      |                      |
| 18:50                  | M                    | 200 m                | Halve finale         |                      |                      |
| 19:30                  | M                    | 1500 m               | Finale               |                      |                      |
| 19:50                  | M                    | 400 m horden         | Finale               |                      |                      |
| Woensdag 20 juli 2022  |                      |                      |                      |                      |                      |
| Tijd (lokaal)          | M/V                  | Onderdelen           | Fase                 |                      |                      |
| 15:20                  | V                    | Speerwerpen          | Groep A              |                      |                      |
| 16:25                  | V                    | 5000 m               | Series               |                      |                      |
| 16:50                  | V                    | Speerwerpen          | Groep B              |                      |                      |
| 17:20                  | M                    | 800 m                | Series               |                      |                      |
| 18:15                  | V                    | 400 m horden         | Halve finale         |                      |                      |
| 18:30                  | V                    | Discuswerpen         | Finale               |                      |                      |
| 18:45                  | V                    | 400 m                | Halve finale         |                      |                      |
| 19:15                  | M                    | 400 m                | Halve finale         |                      |                      |
| 19:45                  | V                    | 3000 m hindernisloop | Finale               |                      |                      |
| Donderdag 21 juli 2022 |                      |                      |                      |                      |                      |
| Tijd (lokaal)          | M/V                  | Onderdelen           | Fase                 |                      |                      |
| 17:05                  | M                    | Speerwerpen          | Groep A              |                      |                      |
| 17:10                  | V                    | 800 m                | Series               |                      |                      |
| 18:10                  | M                    | 5000 m               | Series               |                      |                      |
| 18:20                  | M                    | Hink-stap-springen   | Kwalificatie         |                      |                      |
| 18:45                  | M                    | Speerwerpen          | Groep B              |                      |                      |
| 19:00                  | M                    | 800 m                | Halve finale         |                      |                      |
| 19:35                  | V                    | 200 m                | Finale               |                      |                      |
| 19:50                  | M                    | 200 m                | Finale               |                      |                      |
| Vrijdag 22 juli 2022   |                      |                      |                      |                      |                      |
| Tijd (lokaal)          | M/V                  | Onderdelen           | Fase                 |                      |                      |
| 6:15                   | V                    | 35 km snelwandelen   | Finale               |                      |                      |
| 17:05                  | M                    | Polsstokhoogspringen | Kwalificatie         |                      |                      |
| 17:40                  | V                    | 4x100 m estafette    | Series               |                      |                      |
| 18:05                  | M                    | 4x100 m estafette    | Series               |                      |                      |
| 18:20                  | V                    | Speerwerpen          | Finale               |                      |                      |
| 18:35                  | V                    | 800 m                | Halve finale         |                      |                      |
| 19:15                  | V                    | 400 m                | Finale               |                      |                      |
| 19:35                  | M                    | 400 m                | Finale               |                      |                      |
| 19:50                  | V                    | 400 m horden         | Finale               |                      |                      |
| Zaterdag 23 juli 2022  |                      |                      |                      |                      |                      |
| Tijd (lokaal)          | M/V                  | Onderdelen           | Fase                 |                      |                      |
| 9:50                   | M                    | 100 m                | Tienkamp             |                      |                      |
| 10:40                  | M                    | Verspringen          | Tienkamp             |                      |                      |
| 11:20                  | V                    | 100 m horden         | Series               |                      |                      |
| 12:00                  | V                    | Verspringen          | Kwalificatie         |                      |                      |
| 12:10                  | M                    | Kogelstoten          | Tienkamp             |                      |                      |
| 16:10                  | M                    | Hoogspringen         | Tienkamp             |                      |                      |
| 17:10                  | V                    | 4x400 m estafette    | Series               |                      |                      |
| 17:45                  | M                    | 4x400 m estafette    | Series               |                      |                      |
| 18:05                  | M                    | Hink-stap-springen   | Finale               |                      |                      |
| 18:10                  | M                    | 800 m                | Finale               |                      |                      |
| 18:25                  | V                    | 5000 m               | Finale               |                      |                      |
| 18:35                  | M                    | Speerwerpen          | Finale               |                      |                      |
| 18:55                  | M                    | 400 m                | Tienkamp             |                      |                      |
| 19:30                  | V                    | 4x100 m estafette    | Finale               |                      |                      |
| 19:50                  | M                    | 4x100 m estafette    | Finale               |                      |                      |
| Zondag 24 juli 2022    |                      |                      |                      |                      |                      |
| Tijd (lokaal)          | M/V                  | Onderdelen           | Fase                 |                      |                      |
| 6:15                   | M                    | 35 km snelwandelen   | Finale               |                      |                      |
| 9:35                   | M                    | 110 m horden         | Tienkamp             |                      |                      |
| 10:30                  | M                    | Discuswerpen         | Tienkamp Groep A     |                      |                      |
| 11:40                  | M                    | Discuswerpen         | Tienkamp Groep B     |                      |                      |
| 12:15                  | M                    | Polsstokhoogspringen | Tienkamp Groep A     |                      |                      |
| 13:15                  | M                    | Polsstokhoogspringen | Tienkamp Groep B     |                      |                      |
| 17:05                  | V                    | 100 m horden         | Halve finale         |                      |                      |
| 17:05                  | M                    | Speerwerpen          | Tienkamp Groep A     |                      |                      |
| 17:25                  | M                    | Polsstokhoogspringen | Finale               |                      |                      |
| 17:55                  | V                    | Verspringen          | Finale               |                      |                      |
| 18:05                  | M                    | 5000 m               | Finale               |                      |                      |
| 18:10                  | M                    | Speerwerpen          | Tienkamp Groep B     |                      |                      |
| 18:35                  | V                    | 800 m                | Finale               |                      |                      |
| 19:00                  | V                    | 100 m horden         | Finale               |                      |                      |
| 19:20                  | M                    | 1500 m               | Tienkamp             |                      |                      |
| 19:35                  | M                    | 4x400 m estafette    | Finale               |                      |                      |
| 19:50                  | V                    | 4x400 m estafette    | Finale               |                      |                      |
| Bron: World Athletics  |                      |                      |                      |                      |                      |

## Resultaten

### 100 m
| Mannen | Mannen                 | Mannen | Mannen      |
| #      | Atleet                 | Land   | Tijd        |
| ------ | ---------------------- | ------ | ----------- |
| Goud   | Fred Kerley            | USA    | 9,86        |
| Zilver | Marvin Bracy           | USA    | 9,88 (,874) |
| Brons  | Trayvon Bromell        | USA    | 9,88 (,876) |
| 4      | Oblique Seville        | JAM    | 9,97        |
| 5      | Akani Simbine          | RSA    | 10,01       |
| 6      | Christian Coleman      | USA    | 10,01       |
| 7      | Abdul Hakim Sani Brown | JPN    | 10,06       |
| 8      | Aaron Brown            | CAN    | 10,07       |

| Vrouwen | Vrouwen                 | Vrouwen | Vrouwen       |
| #       | Atlete                  | Land    | Tijd          |
| ------- | ----------------------- | ------- | ------------- |
| Goud    | Shelly-Ann Fraser-Pryce | JAM     | CR, =WL 10,67 |
| Zilver  | Shericka Jackson        | JAM     | PB 10,73      |
| Brons   | Elaine Thompson-Herah   | JAM     | 10,81         |
| 4       | Dina Asher-Smith        | GBR     | =NR 10,83     |
| 5       | Mujinga Kambundji       | SUI     | 10,91         |
| 6       | Aleia Hobbs             | USA     | 10,92         |
| 7       | Marie-Josée Ta Lou      | CIV     | 10,93         |
| 8       | Melissa Jefferson       | USA     | 11,03         |

### 200 m
| Mannen | Mannen            | Mannen | Mannen       |
| #      | Atleet            | Land   | Tijd         |
| ------ | ----------------- | ------ | ------------ |
| Goud   | Noah Lyles        | USA    | WL, NR 19,31 |
| Zilver | Kenneth Bednarek  | USA    | SB 19,77     |
| Brons  | Erriyon Knighton  | USA    | 19,80        |
| 4      | Joseph Fahnbulleh | LBR    | 19,84        |
| 5      | Alexander Ogando  | DOM    | 19,93        |
| 6      | Jereem Richards   | TTO    | 20,08        |
| 7      | Aaron Brown       | CAN    | 20,18        |
| 8      | Luxolo Adams      | RSA    | 20,47        |

| Vrouwen | Vrouwen                 | Vrouwen | Vrouwen  |
| #       | Atlete                  | Land    | Tijd     |
| ------- | ----------------------- | ------- | -------- |
| Goud    | Shericka Jackson        | JAM     | CR 21,45 |
| Zilver  | Shelly-Ann Fraser-Pryce | JAM     | SB 21,81 |
| Brons   | Dina Asher-Smith        | GBR     | 22,02    |
| 4       | Aminatou Seyni          | NIG     | 22,12    |
| 5       | Abby Steiner            | USA     | 22,26    |
| 6       | Tamara Clark            | USA     | 22,32    |
| 7       | Elaine Thompson-Herah   | JAM     | 22,39    |
| 8       | Mujinga Kambundji       | SUI     | 22,55    |

### 400 m
| Mannen | Mannen               | Mannen | Mannen |
| #      | Atleet               | Land   | Tijd   |
| ------ | -------------------- | ------ | ------ |
| Goud   | Michael Norman       | USA    | 44,29  |
| Zilver | Kirani James         | GRN    | 44,48  |
| Brons  | Matthew Hudson-Smith | GBR    | 44,66  |
| 4      | Champion Allison     | USA    | 44,77  |
| 5      | Wayde van Niekerk    | RSA    | 44,97  |
| 6      | Bayapo Ndori         | BOT    | 45,29  |
| 7      | Christopher Taylor   | JAM    | 45,30  |
| 8      | Jonathan Jones       | BAR    | 46,13  |

| Vrouwen | Vrouwen                 | Vrouwen | Vrouwen  |
| #       | Atlete                  | Land    | Tijd     |
| ------- | ----------------------- | ------- | -------- |
| Goud    | Shaunae Miller-Uibo     | BAH     | WL 49,11 |
| Zilver  | Marileidy Paulino       | DOM     | 49,60    |
| Brons   | Sada Williams           | BAR     | NR 49,75 |
| 4       | Lieke Klaver            | NED     | 50,33    |
| 5       | Stephenie Ann McPherson | JAM     | 50,36    |
| 6       | Fiordaliza Cofil        | DOM     | 50,57    |
| 7       | Candice McLeod          | JAM     | 50,78    |
| 8       | Anna Kiełbasińska       | POL     | 50,81    |

### 800 m
| Mannen | Mannen            | Mannen | Mannen     |
| #      | Atleet            | Land   | Tijd       |
| ------ | ----------------- | ------ | ---------- |
| Goud   | Emmanuel Korir    | KEN    | SB 1.43,71 |
| Zilver | Djamel Sedjati    | ALG    | 1.44,14    |
| Brons  | Marco Arop        | CAN    | 1.44,28    |
| 4      | Emmanuel Wanyonyi | KEN    | 1.44,54    |
| 5      | Slimane Moula     | ALG    | 1.44,85    |
| 6      | Gabriel Tual      | FRA    | 1.45,49    |
| 7      | Peter Bol         | AUS    | 1.45,51    |
| 8      | Wycliffe Kinyamal | KEN    | 1.47,07    |

| Vrouwen | Vrouwen          | Vrouwen | Vrouwen    |
| #       | Atlete           | Land    | Tijd       |
| ------- | ---------------- | ------- | ---------- |
| Goud    | Athing Mu        | USA     | WL 1.56,30 |
| Zilver  | Keely Hodgkinson | GBR     | SB 1.56,38 |
| Brons   | Mary Moraa       | KEN     | PB 1.56,71 |
| 4       | Diribe Welteji   | ETH     | PB 1.57,02 |
| 5       | Natoya Goule     | JAM     | SB 1.57,90 |
| 6       | Raevyn Rogers    | USA     | 1.58,26    |
| 7       | Anita Horvat     | SLO     | 1.59,83    |
| 8       | Ajeé Wilson      | USA     | 2.00,19    |

### 1500 m
| Mannen | Mannen             | Mannen | Mannen  |
| #      | Atleet             | Land   | Tijd    |
| ------ | ------------------ | ------ | ------- |
| Goud   | Jake Wightman      | GBR    | 3.29,23 |
| Zilver | Jakob Ingebrigtsen | NOR    | 3.29,47 |
| Brons  | Mohamed Katir      | ESP    | 3.29,90 |
| 4      | Mario García Romo  | ESP    | 3.30,20 |
| 5      | Josh Kerr          | GBR    | 3.30,60 |
| 6      | Timothy Cheruiyot  | KEN    | 3.30,69 |
| 7      | Abel Kipsang       | KEN    | 3.31,21 |
| 8      | Teddese Lemi       | ETH    | 3.32,98 |

| Vrouwen | Vrouwen           | Vrouwen | Vrouwen    |
| #       | Atlete            | Land    | Tijd       |
| ------- | ----------------- | ------- | ---------- |
| Goud    | Faith Kipyegon    | KEN     | 3.52,96    |
| Zilver  | Gudaf Tsegay      | ETH     | 3.54,52    |
| Brons   | Laura Muir        | GBR     | SB 3.55,28 |
| 4       | Freweyni Hailu    | ETH     | 4.01,28    |
| 5       | Sofia Ennaoui     | POL     | SB 4.01,43 |
| 6       | Sinclaire Johnson | USA     | 4.01,63    |
| 7       | Jessica Hull      | AUS     | 4.01,82    |
| 8       | Winnie Nanyondo   | UGA     | 4.01,98    |

### 5000 m
| Mannen | Mannen             | Mannen | Mannen      |
| #      | Atleet             | Land   | Tijd        |
| ------ | ------------------ | ------ | ----------- |
| Goud   | Jakob Ingebrigtsen | NOR    | 13.09,24    |
| Zilver | Jacob Krop         | KEN    | 13.09,98    |
| Brons  | Oscar Chelimo      | UGA    | SB 13.10,20 |
| 4      | Luis Grijalva      | GUA    | SB 13.10,44 |
| 5      | Mohammed Ahmed     | CAN    | 13.10,46    |
| 6      | Grant Fisher       | USA    | 13.11,65    |
| 7      | Nicholas Kimeli    | KEN    | 13.11,97    |
| 8      | Yomif Kejelcha     | ETH    | 13.12,09    |

| Vrouwen | Vrouwen                     | Vrouwen | Vrouwen     |
| #       | Atlete                      | Land    | Tijd        |
| ------- | --------------------------- | ------- | ----------- |
| Goud    | Gudaf Tsegay                | ETH     | 14.46,29    |
| Zilver  | Beatrice Chebet             | KEN     | SB 14.46,75 |
| Brons   | Dawit Seyaum                | ETH     | 14.47,36    |
| 4       | Margaret Kipkemboi          | KEN     | SB 14.47,71 |
| 5       | Letesenbet Gidey            | ETH     | 14.47,98    |
| 6       | Sifan Hassan                | NED     | SB 14.48,12 |
| 7       | Caroline Chepkoech Kipkirui | KAZ     | 14.54,80    |
| 8       | Karoline Bjerkeli Grøvdal   | NOR     | 14.57,62    |

### 10.000 m
| Mannen | Mannen                 | Mannen | Mannen      |
| #      | Atleet                 | Land   | Tijd        |
| ------ | ---------------------- | ------ | ----------- |
| Goud   | Joshua Cheptegei       | UGA    | SB 27.27,43 |
| Zilver | Stanley Waithaka Mburu | KEN    | SB 27.27,90 |
| Brons  | Jacob Kiplimo          | UGA    | SB 27.27,97 |
| 4      | Grant Fisher           | USA    | 27.28,14    |
| 5      | Selemon Barega         | ETH    | 27.28,39    |
| 6      | Mohamed Ahmed          | CAN    | 27.30,27    |
| 7      | Berihu Aregawi         | ETH    | 27.31,00    |
| 8      | Daniel Mateiko         | KEN    | SB 27.33,57 |

| Vrouwen | Vrouwen                     | Vrouwen | Vrouwen     |
| #       | Atlete                      | Land    | Tijd        |
| ------- | --------------------------- | ------- | ----------- |
| Goud    | Letesenbet Gidey            | ETH     | WL 30.09,94 |
| Zilver  | Hellen Obiri                | KEN     | PB 30.10,02 |
| Brons   | Margaret Kipkemboi          | KEN     | PB 30.10,07 |
| 4       | Sifan Hassan                | NED     | SB 30.10,56 |
| 5       | Rahel Daniel                | ERI     | NR 30.12,15 |
| 6       | Ejgayehu Taye               | ETH     | PB 30.12,45 |
| 7       | Caroline Chepkoech Kipkirui | KAZ     | NR 30.17,64 |
| 8       | Bosena Mulatie              | ETH     | PB 30.17,77 |

### 3000 m steeple
| Mannen | Mannen               | Mannen | Mannen  |
| #      | Atleet               | Land   | Tijd    |
| ------ | -------------------- | ------ | ------- |
| Goud   | Soufiane El Bakkali  | MAR    | 8.25,13 |
| Zilver | Lamecha Girma        | ETH    | 8.26,01 |
| Brons  | Conseslus Kipruto    | KEN    | 8.27,92 |
| 4      | Getnet Wale          | ETH    | 8.28,68 |
| 5      | Abraham Kibiwot      | KEN    | 8.28,95 |
| 6      | Evan Jager           | USA    | 8.29,08 |
| 7      | Yemane Haileselassie | ERI    | 8.29,40 |
| 8      | Hillary Bor          | USA    | 8.29,77 |

| Vrouwen | Vrouwen             | Vrouwen | Vrouwen    |
| #       | Atlete              | Land    | Tijd       |
| ------- | ------------------- | ------- | ---------- |
| Goud    | Norah Jeruto        | KAZ     | CR 8.53,02 |
| Zilver  | Werkuha Getachew    | ETH     | NR 8.54,61 |
| Brons   | Mekides Abebe       | ETH     | PB 8.56,08 |
| 4       | Winfred Mutile Yavi | BRN     | 9.01,31    |
| 5       | Luiza Gega          | ALB     | NR 9.10,04 |
| 6       | Courtney Frerichs   | USA     | SB 9.10,59 |
| 7       | Aimee Pratt         | GBR     | NR 9.15,64 |
| 8       | Emma Coburn         | USA     | 9.16,49    |

### 110 m horden/100 m horden
| Mannen | Mannen           | Mannen | Mannen   |
| #      | Atleet           | Land   | Tijd     |
| ------ | ---------------- | ------ | -------- |
| Goud   | Grant Holloway   | USA    | 13,03    |
| Zilver | Trey Cunningham  | USA    | 13,08    |
| Brons  | Asier Martínez   | ESP    | PB 13,17 |
| 4      | Damian Czykier   | POL    | 13,32    |
| 5      | Joshua Zeller    | GBR    | 13,33    |
| 6      | Shane Brathwaite | BAR    | DQ       |
| 7      | Devon Allen      | USA    | DQ       |
| 8      | Hansle Parchment | JAM    | DNS      |

| Vrouwen | Vrouwen               | Vrouwen | Vrouwen |
| #       | Atlete                | Land    | Tijd    |
| ------- | --------------------- | ------- | ------- |
| Goud    | Tobi Amusan           | NGR     | 12,06   |
| Zilver  | Britany Anderson      | JAM     | 12,23   |
| Brons   | Jasmine Camacho-Quinn | PUR     | 12,23   |
| 4       | Alia Armstrong        | USA     | 12,31   |
| 5       | Cindy Sember          | GBR     | 12,38   |
| 6       | Danielle Williams     | JAM     | 12,44   |
| 7       | Devynne Charlton      | BAH     | 12,53   |
| 8       | Kendra Harrison       | USA     | DQ      |

### 400 m horden
| Mannen | Mannen            | Mannen | Mannen       |
| #      | Atleet            | Land   | Tijd         |
| ------ | ----------------- | ------ | ------------ |
| Goud   | Alison dos Santos | BRA    | CR, AR 46,29 |
| Zilver | Rai Benjamin      | USA    | SB 46,89     |
| Brons  | Trevor Bassitt    | USA    | PB 47,39     |
| 4      | Wilfried Happio   | FRA    | PB 47,41     |
| 5      | Khallifah Rosser  | USA    | 47,88        |
| 6      | Jaheel Hyde       | JAM    | PB 48,03     |
| 7      | Karsten Warholm   | NOR    | 48,42        |
| 8      | Rasmus Mägi       | EST    | 48,92        |

| Vrouwen (details) | Vrouwen (details) | Vrouwen (details) | Vrouwen (details) |
| #                 | Atlete            | Land              | Tijd              |
| ----------------- | ----------------- | ----------------- | ----------------- |
| Goud              | Sydney McLaughlin | USA               | WR 50,68          |
| Zilver            | Femke Bol         | NED               | SB 52,27          |
| Brons             | Dalilah Muhammad  | USA               | SB 53,13          |
| 4                 | Shamier Little    | USA               | 53,76             |
| 5                 | Britton Wilson    | USA               | 54,02             |
| 6                 | Rushell Clayton   | JAM               | 54,36             |
| 7                 | Gianna Woodruff   | PAN               | 54,75             |
| 8                 | Anna Ryzhykova    | UKR               | 54,93             |

### 4 x 100 m estafette
| Mannen | Mannen                                                             | Mannen | Mannen   |
| #      | Atleet                                                             | Land   | Tijd     |
| ------ | ------------------------------------------------------------------ | ------ | -------- |
| Goud   | Aaron Brown Jerome Blake Brendon Rodney Andre De Grasse            | CAN    | WL 37,48 |
| Zilver | Christian Coleman Noah Lyles Elijah Hall Marvin Bracy              | USA    | SB 37,55 |
| Brons  | Jona Efoloko Zharnel Hughes Nethaneel Mitchell-Blake Reece Prescod | GBR    | SB 37,83 |
| 4      | Ackeem Blake Yohan Blake Oblique Seville Jelani Walker             | JAM    | SB 38,06 |
| 5      | Sean Safo-Antwi Benjamin Azamati Joseph Oduro Manu Joseph Amoah    | GHA    | NR 38,07 |
| 6      | Emile Erasmus Gift Leotlela Clarence Munyai Akani Simbine          | RSA    | SB 38,10 |
| 7      | Rodrigo do Nascimento Felipe Bardi Derick Silva Erik Cardoso       | BRA    | SB 38,25 |
| 8      | Méba-Mickaël Zeze Pablo Matéo Ryan Zeze Jimmy Vicaut               | FRA    | DQ       |

| Vrouwen | Vrouwen                                                                     | Vrouwen | Vrouwen  |
| #       | Atlete                                                                      | Land    | Tijd     |
| ------- | --------------------------------------------------------------------------- | ------- | -------- |
| Goud    | Melissa Jefferson Abby Steiner Jenna Prandini Twanisha Terry                | USA     | WL 41,14 |
| Zilver  | Kemba Nelson Elaine Thompson-Herah Shelly-Ann Fraser-Pryce Shericka Jackson | JAM     | SB 41,18 |
| Brons   | Tatjana Pinto Alexandra Burghardt Gina Lückenkemper Rebekka Haase           | GER     | SB 42,03 |
| 4       | Joy Udo-Gabriel Favour Ofili Rosemary Chukwuma Nzubechi Grace Nwokocha      | NGR     | AR 42,22 |
| 5       | Sonia Molina-Prados Jaël Bestué Paula Sevilla Maria Isabel Pérez            | ESP     | NR 42,58 |
| 6       | Asha Philip Imani Lansiquot Dina Asher-Smith Daryll Neita                   | GBR     | 42,75    |
| 7       | Géraldine Frey Mujinga Kambundji Salomé Kora Ajla del Ponte                 | SUI     | 42,81    |
| 8       | Zaynab Dosso Dalia Kaddari Anna Bongiorni Vittoria Fontana                  | ITA     | 42,92    |

### 4 x 400 m estafette
| Mannen | Mannen                                                           | Mannen | Mannen     |
| #      | Atleet                                                           | Land   | Tijd       |
| ------ | ---------------------------------------------------------------- | ------ | ---------- |
| Goud   | Elija Godwin Michael Norman Bryce Deadmon Champion Allison       | USA    | WL 2.56,17 |
| Zilver | Akeem Bloomfield Nathon Allen Jevaughn Powell Christopher Taylor | JAM    | 2.58,58    |
| Brons  | Dylan Borlée Julien Watrin Alexander Doom Kevin Borlée           | BEL    | 2.58,72    |
| 4      | Fuga Sato Kaito Kawabata Julian Walsh Yuki Joseph Nakajima       | JPN    | AR 2.59,51 |
| 5      | Dwight St, Hillaire Jereem Richards Shakeem Mc Kay Asa Guevara   | TTO    | 3.00,03    |
| 6      | Zibane Ngozi Leungo Scotch Isaac Makwala Bayapo Ndori            | BOT    | 3.00,14    |
| 7      | Thomas Jordier Loïc Prévot Simon Boypa Teo Andant                | FRA    | 3.01,35    |
| 8      | Matěj Krsek Pavel Maslák Michel Desenský Patrik Šorm             | CZE    | NR 3.01,63 |

| Vrouwen | Vrouwen                                                               | Vrouwen | Vrouwen    |
| #       | Atlete                                                                | Land    | Tijd       |
| ------- | --------------------------------------------------------------------- | ------- | ---------- |
| Goud    | Talitha Diggs Abby Steiner Britton Wilson Sydney McLaughlin           | USA     | WL 3.17,79 |
| Zilver  | Candice McLeod Janieve Russell Stephenie Ann McPherson Charokee Young | JAM     | SB 3.20,74 |
| Brons   | Victoria Ohuruogu Nicole Yeargin Jessie Knight Laviai Nielsen         | GBR     | SB 3.22,64 |
| 4       | Natassha McDonald Aiyanna Stiverne Zoe Sherar Kyra Constantine        | CAN     | SB 3.25,18 |
| 5       | Sokhna Lacoste Shana Grebo Sounkamba Sylla Amandine Brossier          | FRA     | SB 3.25,81 |
| 6       | Helena Ponette Imke Vervaet Paulien Couckuyt Camille Laus             | BEL     | SB 3.26,29 |
| 7       | Anna Polinari Ayomide Folorunso Virginia Troiani Alice Mangione       | ITA     | SB 3.26,45 |
| 8       | Silke Lemmens Julia Niederberger Annina Fahr Yasmin Giger             | SUI     | SB 3.27,81 |

| Gemengd (details) | Gemengd (details)                                                         | Gemengd (details) | Gemengd (details) |
| #                 | Atleet                                                                    | Land              | Tijd              |
| ----------------- | ------------------------------------------------------------------------- | ----------------- | ----------------- |
| Goud              | Lidio Andrés Feliz Marileidy Paulino Alexander Ogando Fiordaliza Cofil    | DOM               | 3.09,82 WL        |
| Zilver            | Liemarvin Bonevacia Lieke Klaver Tony van Diepen Femke Bol                | NED               | 3.09,90 NR        |
| Brons             | Elija Godwin Allyson Felix Vernon Norwood Kennedy Simon                   | USA               | 3.10,16 SB        |
| 4                 | Karol Zalewski Justyna Święty-Ersetic Kajetan Duszyński Natalia Kaczmarek | POL               | 3.12,31 SB        |
| 5                 | Demish Gaye Tiffany James Karayme Bartley Stacey Ann Williams             | JAM               | 3.12,71 SB        |
| 6                 | Samson Nathaniel Imaobong Uko Dubem Amene Patience Okon George            | NGR               | 3.16,21           |
| 7                 | Lorenzo Benati Ayomide Folorunso Brayan Lopez Alice Mangione              | ITA               | 3.16,45           |
| 8                 | Christopher O'Donnell Sophie Becker Jack Raftery Sharlene Mawdsley        | IRL               | 3.16,86           |

### Hoogspringen
| Mannen | Mannen             | Mannen | Mannen   |
| #      | Atleet             | Land   | Hoogte   |
| ------ | ------------------ | ------ | -------- |
| Goud   | Mutaz Essa Barshim | QAT    | WL 2,37  |
| Zilver | Woo Sang-hyeok     | KOR    | =NR 2,35 |
| Brons  | Andrij Protsenko   | UKR    | SB 2,33  |
| 4      | Gianmarco Tamberi  | ITA    | SB 2,33  |
| 5      | Shelby McEwen      | USA    | 2,30     |
| 6      | Django Lovett      | CAN    | 2,27     |
| 7      | Luis Enrique Zayas | CUB    | 2,27     |
| 8      | Tomohiro Shinno    | JPN    | 2,27     |

| Vrouwen | Vrouwen               | Vrouwen | Vrouwen |
| #       | Atlete                | Land    | Hoogte  |
| ------- | --------------------- | ------- | ------- |
| Goud    | Eleanor Patterson     | AUS     | AR 2,02 |
| Zilver  | Jaroslava Mahoetsjich | UKR     | 2,02    |
| Brons   | Elena Vallortigara    | ITA     | SB 2,00 |
| 4       | Iryna Herasjtsjenko   | UKR     | PB 2,00 |
| 5       | Safina Sadullayeva    | UZB     | PB 1,96 |
| 5       | Nicola Olyslagers     | AUS     | SB 1,96 |
| 7       | Karmen Bruus          | EST     | NR 1,96 |
| 8       | Nadezhda Dubovitskaya | KAZ     | 1,96    |

### Polsstokhoogspringen
| Mannen | Mannen               | Mannen | Mannen  |
| #      | Atleet               | Land   | Hoogte  |
| ------ | -------------------- | ------ | ------- |
| Goud   | Armand Duplantis     | SWE    | WR 6,21 |
| Zilver | Chris Nilsen         | USA    | 5,94    |
| Brons  | Ernest John Obiena   | PHI    | AR 5,94 |
| 4      | Thiago Braz da Silva | BRA    | 5,87    |
| 5      | Oleg Zernikel        | GER    | PB 5,87 |
| 6      | Renaud Lavillenie    | FRA    | SB 5,87 |
| 7      | Bo Kanda Lita Baehre | GER    | 5,87    |
| 8      | Ersu Şaşma           | TUR    | NR 5,80 |

| Vrouwen | Vrouwen             | Vrouwen | Vrouwen |
| #       | Atlete              | Land    | Hoogte  |
| ------- | ------------------- | ------- | ------- |
| Goud    | Katie Nageotte      | USA     | WL 4,85 |
| Zilver  | Sandi Morris        | USA     | WL 4,85 |
| Brons   | Nina Kennedy        | AUS     | SB 4,80 |
| 4       | Tina Šutej          | SLO     | 4,70    |
| 5       | Ekaterini Stefanidi | GRE     | SB 4,70 |
| 6       | Li Ling             | CHN     | SB 4,60 |
| 7       | Wilma Murto         | FIN     | SB 4,60 |
| 8       | Angelica Moser      | SUI     | 4,60    |

### Verspringen
| Mannen | Mannen              | Mannen | Mannen  |
| #      | Atleet              | Land   | Afstand |
| ------ | ------------------- | ------ | ------- |
| Goud   | Wang Jianan         | CHN    | SB 8,36 |
| Zilver | Miltiadis Tentoglou | GRE    | 8,32    |
| Brons  | Simon Ehammer       | SUI    | 8,16    |
| 4      | Maykel Massó        | CUB    | SB 8,15 |
| 5      | Steffin McCarter    | USA    | 8,04    |
| 6      | Marquis Dendy       | USA    | 8,02    |
| 7      | Sreeshankar         | IND    | 7,96    |
| 8      | Eusebio Cáceres     | ESP    | 7,93    |

| Vrouwen | Vrouwen               | Vrouwen | Vrouwen |
| #       | Atlete                | Land    | Afstand |
| ------- | --------------------- | ------- | ------- |
| Goud    | Malaika Mihambo       | GER     | SB 7,12 |
| Zilver  | Ese Brume             | NGR     | SB 7,02 |
| Brons   | Leticia Oro Melo      | BRA     | PB 6,89 |
| 4       | Quanesha Burks        | USA     | SB 6,88 |
| 5       | Brooke Buschkuehl     | AUS     | 6,87    |
| 6       | Khaddi Sagnia         | SWE     | 6,87    |
| 7       | Ivana Vuleta          | SRB     | 6,84    |
| 8       | Maryna Bekh-Romanchuk | UKR     | 6,82    |

### Hink-stap-springen
| Mannen | Mannen               | Mannen | Mannen   |
| #      | Atleet               | Land   | Afstand  |
| ------ | -------------------- | ------ | -------- |
| Goud   | Pedro Pichardo       | POR    | WL 17,95 |
| Zilver | Hugues Fabrice Zango | BUR    | SB 17,55 |
| Brons  | Zhu Yaming           | CHN    | SB 17,31 |
| 4      | Andrea Dallavalle    | ITA    | 17,25    |
| 5      | Emmanuel Ihemeje     | ITA    | 17,17    |
| 6      | Donald Scott         | USA    | 17,14    |
| 7      | Almir dos Santos     | BRA    | 16,87    |
| 8      | Jean-Marc Pontvianne | FRA    | 16,86    |

| Vrouwen | Vrouwen           | Vrouwen | Vrouwen  |
| #       | Atlete            | Land    | Afstand  |
| ------- | ----------------- | ------- | -------- |
| Goud    | Yulimar Rojas     | VEN     | WL 15,47 |
| Zilver  | Shanieka Ricketts | JAM     | SB 14,89 |
| Brons   | Tori Franklin     | USA     | SB 14,72 |
| 4       | Leyanis Pérez     | CUB     | PB 14,70 |
| 5       | Thea LaFond       | DMA     | 14,56    |
| 6       | Keturah Orji      | USA     | 14,49    |
| 7       | Kimberly Williams | JAM     | 14,29    |
| 8       | Patrícia Mamona   | POR     | 14,29    |

### Kogelstoten
| Mannen | Mannen           | Mannen | Mannen   |
| #      | Atleet           | Land   | Afstand  |
| ------ | ---------------- | ------ | -------- |
| Goud   | Ryan Crouser     | USA    | CR 22,94 |
| Zilver | Joe Kovacs       | USA    | SB 22,89 |
| Brons  | Josh Awotunde    | USA    | PB 22,29 |
| 4      | Tom Walsh        | NZL    | 22,08    |
| 5      | Darlan Romani    | BRA    | 21,92    |
| 6      | Filip Mihaljević | CRO    | 21,82    |
| 7      | Jacko Gill       | NZL    | 21,40    |
| 8      | Adrian Piperi    | USA    | 20,93    |

| Vrouwen | Vrouwen             | Vrouwen | Vrouwen  |
| #       | Atlete              | Land    | Afstand  |
| ------- | ------------------- | ------- | -------- |
| Goud    | Chase Ealey         | USA     | 20,49    |
| Zilver  | Gong Lijiao         | CHN     | SB 20,39 |
| Brons   | Jessica Schilder    | NED     | NR 19,77 |
| 4       | Sarah Mitton        | CAN     | 19,77    |
| 5       | Auriol Dongmo       | POR     | 19,62    |
| 6       | Song Jiayuan        | CHN     | 19,57    |
| 7       | Maddison-Lee Wesche | NZL     | PB 19,50 |
| 8       | Jessica Woodard     | USA     | 18,67    |

### Discuswerpen
| Mannen | Mannen           | Mannen | Mannen   |
| #      | Atleet           | Land   | Afstand  |
| ------ | ---------------- | ------ | -------- |
| Goud   | Kristjan Čeh     | SLO    | CR 71,13 |
| Zilver | Mykolas Alekna   | LTU    | 69,27    |
| Brons  | Andrius Gudžius  | LTU    | 67,55    |
| 4      | Daniel Ståhl     | SWE    | 67,10    |
| 5      | Simon Pettersson | SWE    | 67,00    |
| 6      | Matthew Denny    | AUS    | 66,47    |
| 7      | Alin Firfirică   | ROU    | SB 65,57 |
| 8      | Alex Rose        | SAM    | 65,57    |

| Vrouwen | Vrouwen             | Vrouwen | Vrouwen  |
| #       | Atlete              | Land    | Afstand  |
| ------- | ------------------- | ------- | -------- |
| Goud    | Feng Bin            | CHN     | PB 69,12 |
| Zilver  | Sandra Perković     | CRO     | SB 68,45 |
| Brons   | Valarie Allman      | USA     | 68,30    |
| 4       | Jorinde van Klinken | NED     | 64,97    |
| 5       | Claudine Vita       | GER     | 64,24    |
| 6       | Liliana Cá          | POR     | SB 63,99 |
| 7       | Yaimé Pérez         | CUB     | 63,07    |
| 8       | Marija Tolj         | CRO     | 63,07    |

### Kogelslingeren
| Mannen | Mannen           | Mannen | Mannen   |
| #      | Atleet           | Land   | Afstand  |
| ------ | ---------------- | ------ | -------- |
| Goud   | Paweł Fajdek     | POL    | WL 81,98 |
| Zilver | Wojciech Nowicki | POL    | 81,03    |
| Brons  | Eivind Henriksen | NOR    | SB 80,87 |
| 4      | Quentin Bigot    | FRA    | 80,24    |
| 5      | Bence Halász     | HUN    | PB 80,15 |
| 6      | Rudy Winkler     | USA    | 78,99    |
| 7      | Mychajlo Kochan  | UKR    | SB 78,83 |
| 8      | Daniel Haugh     | USA    | 78,10    |

| Vrouwen | Vrouwen           | Vrouwen | Vrouwen |
| #       | Atlete            | Land    | Afstand |
| ------- | ----------------- | ------- | ------- |
| Goud    | Brooke Andersen   | USA     | 78,96   |
| Zilver  | Camryn Rogers     | CAN     | 75,52   |
| Brons   | Janee Kassanavoid | USA     | 74,86   |
| 4       | Sara Fantini      | ITA     | 73,18   |
| 5       | Jillian Weir      | CAN     | 72,41   |
| 6       | Bianca Ghelber    | ROU     | 72,26   |
| 7       | Silja Kosonen     | FIN     | 70,81   |
| 8       | Luo Na            | CHN     | 70,42   |

### Speerwerpen
| Mannen | Mannen          | Mannen | Mannen   |
| #      | Atleet          | Land   | Afstand  |
| ------ | --------------- | ------ | -------- |
| Goud   | Anderson Peters | GRN    | 90,54    |
| Zilver | Neeraj Chopra   | IND    | 88,13    |
| Brons  | Jakub Vadlejch  | CZE    | 88,09    |
| 4      | Julian Weber    | GER    | 86,86    |
| 5      | Arshad Nadeem   | PAK    | SB 86,16 |
| 6      | Lassi Etelätalo | FIN    | SB 82,70 |
| 7      | Andrian Mardare | MDA    | 82,26    |
| 8      | Oliver Helander | FIN    | 82,24    |

| Vrouwen | Vrouwen            | Vrouwen | Vrouwen  |
| #       | Atlete             | Land    | Afstand  |
| ------- | ------------------ | ------- | -------- |
| Goud    | Kelsey-Lee Barber  | AUS     | WL 66,91 |
| Zilver  | Kara Winger        | USA     | 64,05    |
| Brons   | Haruka Kitaguchi   | JPN     | 63,27    |
| 4       | Liu Shiying        | CHN     | 63,25    |
| 5       | Mackenzie Little   | AUS     | PB 63,22 |
| 6       | Līna Mūze          | LAT     | 61,26    |
| 7       | Annu Rani          | IND     | 61,12    |
| 8       | Nikola Ogrodníková | CZE     | 60,18    |

### Tienkamp/Zevenkamp
| Mannen (details) | Mannen (details)    | Mannen (details) | Mannen (details) |
| #                | Atleet              | Land             | Punten           |
| ---------------- | ------------------- | ---------------- | ---------------- |
| Goud             | Kevin Mayer         | FRA              | SB 8816          |
| Zilver           | Pierce LePage       | CAN              | PB 8701          |
| Brons            | Zachery Ziemek      | USA              | PB 8676          |
| 4                | Ayden Owens-Delerme | PUR              | NR 8532          |
| 5                | Lindon Victor       | GRN              | SB 8474          |
| 6                | Niklas Kaul         | GER              | SB 8434          |
| 7                | Maicel Uibo         | EST              | SB 8425          |
| 8                | Cedric Dubler       | AUS              | SB 8246          |

| Vrouwen (details) | Vrouwen (details)         | Vrouwen (details) | Vrouwen (details) |
| #                 | Atlete                    | Land              | Punten            |
| ----------------- | ------------------------- | ----------------- | ----------------- |
| Goud              | Nafissatou Thiam          | BEL               | WL 6947           |
| Zilver            | Anouk Vetter              | NED               | NR 6867           |
| Brons             | Anna Hall                 | USA               | PB 6755           |
| 4                 | Adrianna Sułek            | POL               | NR 6672           |
| 5                 | Noor Vidts                | BEL               | SB 6559           |
| 6                 | Annik Kälin               | SUI               | NR 6464           |
| 7                 | Emma Oosterwegel          | NED               | SB 6440           |
| 8                 | Katarina Johnson-Thompson | GBR               | SB 6222           |

### Marathon
| Mannen | Mannen               | Mannen | Mannen     |
| #      | Atleet               | Land   | Tijd       |
| ------ | -------------------- | ------ | ---------- |
| Goud   | Tamirat Tola         | ETH    | CR 2:05.36 |
| Zilver | Mosinet Geremew      | ETH    | 2:06.44    |
| Brons  | Bashir Abdi          | BEL    | 2:06.48    |
| 4      | Cameron Levins       | CAN    | NR 2:07.09 |
| 5      | Geoffrey Kamworor    | KEN    | SB 2:07.14 |
| 6      | Seifu Tura           | ETH    | 2:07.17    |
| 7      | Gabriel Geay         | TAN    | SB 2:07.31 |
| 8      | Daniel do Nascimento | BRA    | 2:07.35    |

| Vrouwen | Vrouwen                | Vrouwen | Vrouwen    |
| #       | Atlete                 | Land    | Tijd       |
| ------- | ---------------------- | ------- | ---------- |
| Goud    | Gotytom Gebreslase     | ETH     | CR 2:18.11 |
| Zilver  | Judith Jeptum Korir    | KEN     | PB 2:18.20 |
| Brons   | Lonah Chemtai Salpeter | ISR     | 2:20.18    |
| 4       | Nazret Weldu           | ERI     | NR 2:20.29 |
| 5       | Sara Hall              | USA     | SB 2:22.10 |
| 6       | Angela Tanui           | KEN     | 2:22.15    |
| 7       | Emma Bates             | USA     | PB 2:23.18 |
| 8       | Keira D'Amato          | USA     | 2:23.34    |

### 20 km snelwandelen
| Mannen | Mannen              | Mannen | Mannen     |
| #      | Atleet              | Land   | Tijd       |
| ------ | ------------------- | ------ | ---------- |
| Goud   | Toshikazu Yamanishi | JPN    | SB 1:19.07 |
| Zilver | Koki Ikeda          | JPN    | 1:19.14    |
| Brons  | Perseus Karlström   | SWE    | SB 1:19.18 |
| 4      | Samuel Gathimba     | KEN    | SB 1:19.25 |
| 5      | Brian Pintado       | ECU    | PB 1:19.34 |
| 6      | Caio Bonfim         | BRA    | 1:19.51    |
| 7      | Álvaro Martín       | ESP    | 1:20.19    |
| 8      | Hiroto Jusho        | JPN    | 1:20.39    |

| Vrouwen | Vrouwen             | Vrouwen | Vrouwen    |
| #       | Atlete              | Land    | Tijd       |
| ------- | ------------------- | ------- | ---------- |
| Goud    | Kimberly García     | PER     | NR 1:26.58 |
| Zilver  | Katarzyna Zdziebło  | POL     | NR 1:27.31 |
| Brons   | Qieyang Shijie      | CHN     | 1:27.56    |
| 4       | Jemima Montag       | AUS     | 1:28.17    |
| 5       | Liu Hong            | CHN     | SB 1:29.00 |
| 6       | Nanako Fujii        | JPN     | SB 1:29.01 |
| 7       | Alegna González     | MEX     | SB 1:29.40 |
| 8       | Valentina Trapletti | ITA     | 1:29.54    |

### 35 km snelwandelen
| Mannen | Mannen            | Mannen | Mannen         |
| #      | Atleet            | Land   | Tijd           |
| ------ | ----------------- | ------ | -------------- |
| Goud   | Massimo Stano     | ITA    | CR, AR 2:23.14 |
| Zilver | Masatora Kawano   | JPN    | AR 2:23.15     |
| Brons  | Perseus Karlström | SWE    | PB 2:23.44     |
| 4      | Brian Pintado     | ECU    | AR 2:24.37     |
| 5      | He Xianghong      | CHN    | NR 2:24.45     |
| 6      | Evan Dunfee       | CAN    | AR 2:25.02     |
| 7      | Caio Bonfim       | BRA    | NR 2:25.14     |
| 8      | Eider Arévalo     | COL    | NR 2:25.21     |

| Vrouwen | Vrouwen            | Vrouwen | Vrouwen        |
| #       | Atlete             | Land    | Tijd           |
| ------- | ------------------ | ------- | -------------- |
| Goud    | Kimberly García    | PER     | CR, AR 2:39.16 |
| Zilver  | Katarzyna Zdziebło | POL     | PB 2:40.03     |
| Brons   | Qieyang Shijie     | CHN     | AR 2:40.37     |
| 4       | Antigoni Drisbioti | GRE     | NR 2:41.58     |
| 5       | Raquel González    | ESP     | PB 2:42.27     |
| 6       | Laura García-Caro  | ESP     | PB 2:42.45     |
| 7       | Li Maocuo          | CHN     | PB 2:44.28     |
| 8       | Viviane Lyra       | BRA     | NR 2:45.02     |

### Legenda
- AR = Continentaal record (Area Record)
- CR = Kampioenschapsrecord (Championship Record)
- DNS = Niet gestart (Did Not Start)
- DNF = Niet beëindigd (Did Not Finish)
- DQ = Gediskwalificeerd (Disqualified)
- SB = Beste persoonlijke seizoensprestatie (Seasonal Best)
- PB = Persoonlijk record (Personal Best)
- NR = Nationaal record (National Record)
- ER = Europees record (European Record)
- WL = 's Werelds beste seizoensprestatie (World Leading)
- WJ = Wereld juniorenrecord (World Junior Record)
- WR = Wereldrecord (World Record)

## Prestaties Belgische en Nederlandse selecties

### België
Voor België namen 30 atleten deel aan het toernooi.
Vrouwen
| Atleet                                                                          | Onderdeel      | Ronde                                                                            | Prestatie                                                         | Plaats                             |
| ------------------------------------------------------------------------------- | -------------- | -------------------------------------------------------------------------------- | ----------------------------------------------------------------- | ---------------------------------- |
| Imke Vervaet                                                                    | 200 m          | series                                                                           | 23,28 s                                                           | 30e                                |
| Camille Laus                                                                    | 400 m          | series                                                                           | 52,56 s                                                           | 31e                                |
| Naomi Van den Broeck                                                            | 400 m          | series                                                                           | 53,16 s                                                           | 40e                                |
| Vanessa Scaunet                                                                 | 800 m          | series                                                                           | 2.04,07                                                           | 41e                                |
| Elise Vanderelst                                                                | 1500 m         | series                                                                           | 4.10,45                                                           | 35e                                |
| Mieke Gorissen                                                                  | Marathon       |                                                                                  | 2:31.06                                                           | 19e                                |
| Anne Zagré                                                                      | 100 m horden   | series                                                                           | 13,25 s                                                           | 31e                                |
| Paulien Couckuyt                                                                | 400 m horden   | series                                                                           | 55,42 s                                                           | 17e                                |
| Vanessa Sterckendries                                                           | Hamerslingeren | kwalificaties                                                                    | 67,88 m                                                           | 24e                                |
| Nafissatou Thiam                                                                | Zevenkamp      | 100 m horden hoogspringen kogelstoten 200 m verspringen speerwerpen 800 m totaal | PB 13,21 CHB 1,95 SB 15,03 24,39 6,59 SB 53,01 PB 2.13,00 WL 6947 | 5e · 1e · 2e · 9e · 1e · 3e · 5e · |
| Noor Vidts                                                                      | Zevenkamp      | 100 m horden hoogspringen kogelstoten 200 m verspringen speerwerpen 800 m totaal | SB 13,20 1,83 PB 14,43 SB 23,92 6,33 SB 41,62 PB 2.08,50 SB 6559  | 4e 6e 3e 5e 6e 11e 5e              |
| Helena Ponette Imke Vervaet Paulien Couckuyt Camille Laus Naomi Van den Broeck* | 4 x 400 m      | series finale                                                                    | SB 3.28,02 SB 3.26,29                                             | 4e 6e                              |

Mannen
| Atleet                                                                  | Onderdeel           | Ronde                | Prestatie       | Plaats  |
| ----------------------------------------------------------------------- | ------------------- | -------------------- | --------------- | ------- |
| Dylan Borlée                                                            | 400 m               | series halve finales | 45,70 45,41 s   | 12e 14e |
| Kevin Borlée                                                            | 400 m               | series halve finales | 45,72 45,26 s   | 13e 12e |
| Alexander Doom                                                          | 400 m               | series halve finales | 46,18 45,80 s   | 25e 19e |
| Eliott Crestan                                                          | 800 m               | series               | 1.46,61         | 24e     |
| Ismael Debjani                                                          | 1500 m              | series               | 3.39,96         | 34e     |
| Ruben Verheyden                                                         | 1500 m              | series               | 3.39,46         | 30e     |
| Isaac Kimeli                                                            | 10.000 m            | finale               | SB 27.43,50     | 10e     |
| Bashir Abdi                                                             | Marathon            | finale               | 2:06.48         | Brons   |
| Lahsene Bouchikhi                                                       | Marathon            | finale               | DNF             | -       |
| Thomas De Bock                                                          | Marathon            | finale               | SB 2:11.54      | 30e     |
| Tim Van de Velde                                                        | 3000 m steeple      | series               | 9.03,11         | 13e     |
| Julien Watrin                                                           | 400 m horden        | series               | 49,83 s         | 18e     |
| Thomas Carmoy                                                           | Hoogspringen        | kwalificatie         | 2,25 m          | 17e     |
| Ben Broeders                                                            | Polstokhoogspringen | kwalificatie finale  | 5,75 m 5,70 m   | 5e 11e  |
| Philip Milanov                                                          | Discuswerpen        | kwalificatie         | 61,47 m         | 21e     |
| Dylan Borlée Julien Watrin Alexander Doom Kevin Borlée Jonathan Sacoor* | 4 x 400 m           | series finale        | 3.01,96 2.58,72 | 4e ·    |

Gemengd
| Atleet                                                       | Onderdeel         | Ronde  | Prestatie  | Plaats |
| ------------------------------------------------------------ | ----------------- | ------ | ---------- | ------ |
| Alexander Doom Camille Laus Christian Iguacel Helena Ponette | 4 x 400 m gemengd | series | SB 3.16,01 | 7e     |

### Nederland
Voor Nederland hadden 36 atleten zich geplaatst voor het toernooi.
Vrouwen
| Atleet                                                       | Onderdeel    | Ronde                                                                            | Prestatie                                                        | Plaats                              |
| ------------------------------------------------------------ | ------------ | -------------------------------------------------------------------------------- | ---------------------------------------------------------------- | ----------------------------------- |
| Lieke Klaver                                                 | 400 m        | series halve finales finale                                                      | NR 50,24 NR 50,18 50,33                                          | 3e 6e 4e                            |
| Eveline Saalberg                                             | 400 m        | series                                                                           | 52,59                                                            | 32e                                 |
| Sifan Hassan                                                 | 1500 m       |                                                                                  |                                                                  |                                     |
| Sifan Hassan                                                 | 5000 m       | series finale                                                                    | 14.52,89                                                         | 4e                                  |
| Sifan Hassan                                                 | 10.000 m     | finale                                                                           | 30.10,56                                                         | 4e                                  |
| Maureen Koster                                               | 5000 m       | series                                                                           | 15.18,17                                                         | 21e                                 |
| Zoë Sedney                                                   | 100 m horden | series                                                                           | 13,38                                                            | 34e                                 |
| Nadine Visser                                                | 100 m horden | series halve finales                                                             | 12,76 SB 12,66                                                   | 10e 12e                             |
| Femke Bol                                                    | 400 m horden | series halve finales finale                                                      | 53,90 52,85 52,27                                                | 1e · 2e ·                           |
| Benthe König                                                 | Kogelstoten  | kwalificatie                                                                     | 17,51                                                            | 20e                                 |
| Jessica Schilder                                             | Kogelstoten  | kwalificatie finale                                                              | 19,16 NR 19,77                                                   | 4e ·                                |
| Jorinde van Klinken                                          | Kogelstoten  | kwalificatie                                                                     | 18,19                                                            | 16e                                 |
| Jorinde van Klinken                                          | Discuswerpen | kwalificatie finale                                                              | 65,66 64,97                                                      | 2e 4e                               |
| Emma Oosterwegel                                             | Zevenkamp    | 100 m horden hoogspringen kogelstoten 200 m verspringen speerwerpen 800 m totaal | SB 13,44 SB 1,77 14,40 SB 24,43 5,95 SB 54,03 SB 2.13,97 SB 6440 | 8e 10e 4e 10e 2e 6e 7e              |
| Anouk Vetter                                                 | Zevenkamp    | 100 m horden hoogspringen kogelstoten 200 m verspringen speerwerpen 800 m totaal | 13,30 1,80 PB 16,25 SB 23,73 PB 6,52 58,29 SB 2.20,09 NR 6867    | 7e · 7e · 1e · 3e · 3e · 1e · 11e · |
| Andrea Bouma Zoë Sedney Minke Bisschops Naomi Sedney         | 4 x 100 m    | series                                                                           | 43,46                                                            | 13e                                 |
| Hanneke Oosterwegel Lieke Klaver Cathelijn Peeters Femke Bol | 4 x 400 m    | series                                                                           | DQ                                                               | -                                   |

Mannen
| Atleet                                                     | Onderdeel           | Ronde                | Prestatie       | Plaats  |
| ---------------------------------------------------------- | ------------------- | -------------------- | --------------- | ------- |
| Liemarvin Bonevacia                                        | 400 m               | series halve finales | 45,82 45,50     | 16e 15e |
| Tony van Diepen                                            | 800 m               | series halve finales | 1.46,59 1.46,70 | 10e 20e |
| Abdi Nageeye                                               | Marathon            | finale               | DNF             | -       |
| Ramsey Angela                                              | 400 m horden        | series halve finales | 49,62 49.77     | 14e 17e |
| Nick Smidt                                                 | 400 m horden        | series halve finales | 49,80 49,56     | 17e 15e |
| Rutger Koppelaar                                           | Polstokhoogspringen | kwalificatie         | 5,65            | 13e     |
| Menno Vloon                                                | Polstokhoogspringen | kwalificatie finale  | 5,75 NM         | 9e -    |
| Denzel Comenentia                                          | Kogelslingeren      | kwalificatie         | NM              | -       |
| Hensley Paulina Taymir Burnet Joris van Gool Raphael Bouju | 4 x 100 m           | series               | 39,07           | 13e     |
| Isayah Boers Terrence Agard Nick Smidt Ramsey Angela       | 4 x 400 m           | series               | 3.03,14         | 9e      |

Gemengd
| Atleet                                                                       | Onderdeel         | Ronde         | Prestatie             | Plaats |
| ---------------------------------------------------------------------------- | ----------------- | ------------- | --------------------- | ------ |
| Liemarvin Bonevacia Lieke Klaver Tony van Diepen Femke Bol Eveline Saalberg* | 4 x 400 m gemengd | series finale | SB 3.12,63 NR 3.09,90 | 2 ·    |

## Medailleklassement
| Plaats | Land                   | Goud | Zilver | Brons | Totaal |
| 1      | Verenigde Staten       | 13   | 9      | 11    | 33     |
| 2      | Ethiopië               | 4    | 4      | 2     | 10     |
| 3      | Jamaica                | 2    | 7      | 1     | 10     |
| 4      | Kenia                  | 2    | 5      | 3     | 10     |
| 5      | China                  | 2    | 1      | 3     | 6      |
| 6      | Australië              | 2    | 0      | 1     | 3      |
| 7      | Peru                   | 2    | 0      | 0     | 2      |
| 8      | Polen                  | 1    | 3      | 0     | 4      |
| 9      | Canada                 | 1    | 2      | 1     | 4      |
| 9      | Japan                  | 1    | 2      | 1     | 4      |
| 11     | Verenigd Koninkrijk    | 1    | 1      | 5     | 7      |
| 12     | Noorwegen              | 1    | 1      | 1     | 3      |
| 13     | Dominicaanse Republiek | 1    | 1      | 0     | 2      |
| 13     | Grenada                | 1    | 1      | 0     | 2      |
| 13     | Nigeria                | 1    | 1      | 0     | 2      |
| 16     | België                 | 1    | 0      | 2     | 3      |
| 16     | Zweden                 | 1    | 0      | 2     | 3      |
| 16     | Oeganda                | 1    | 0      | 2     | 3      |
| 19     | Brazilië               | 1    | 0      | 1     | 2      |
| 19     | Duitsland              | 1    | 0      | 1     | 2      |
| 19     | Italië                 | 1    | 0      | 1     | 2      |
| 22     | Bahama's               | 1    | 0      | 0     | 1      |
| 22     | Frankrijk              | 1    | 0      | 0     | 1      |
| 22     | Kazachstan             | 1    | 0      | 0     | 1      |
| 22     | Marokko                | 1    | 0      | 0     | 1      |
| 22     | Portugal               | 1    | 0      | 0     | 1      |
| 22     | Qatar                  | 1    | 0      | 0     | 1      |
| 22     | Slovenië               | 1    | 0      | 0     | 1      |
| 22     | Venezuela              | 1    | 0      | 0     | 1      |
| 30     | Nederland              | 0    | 3      | 1     | 4      |
| 31     | Litouwen               | 0    | 1      | 1     | 2      |
| 31     | Oekraïne               | 0    | 1      | 1     | 2      |
| 33     | Algerije               | 0    | 1      | 0     | 1      |
| 33     | Burkina Faso           | 0    | 1      | 0     | 1      |
| 33     | Kroatië                | 0    | 1      | 0     | 1      |
| 33     | Griekenland            | 0    | 1      | 0     | 1      |
| 33     | India                  | 0    | 1      | 0     | 1      |
| 33     | Zuid-Korea             | 0    | 1      | 0     | 1      |
| 39     | Spanje                 | 0    | 0      | 2     | 2      |
| 40     | Barbados               | 0    | 0      | 1     | 1      |
| 40     | Tsjechië               | 0    | 0      | 1     | 1      |
| 40     | Israël                 | 0    | 0      | 1     | 1      |
| 40     | Filipijnen             | 0    | 0      | 1     | 1      |
| 40     | Puerto Rico            | 0    | 0      | 1     | 1      |
| 40     | Zwitserland            | 0    | 0      | 1     | 1      |
| Totaal | Totaal                 | 49   | 49     | 49    | 147    |

1983 · 
1987 · 
1991 · 
1993 · 
1995 · 
1997 · 
1999 · 
2001 · 
2003 · 
2005 · 
2007 · 
2009 · 
2011 · 
2013 · 
2015 · 
2017 · 
2019 · 
2022 · 
2023